# 川勝氏徳
川勝 氏徳（かわかつ うじよし）は、江戸時代中期から後期の旗本。貞徳流川勝家の3代当主。『寛政重修諸家譜』編纂時の当主。定紋は釘抜。

## 生涯
宝暦5年（1755年）、川勝氏記の嫡男として江戸に生まれた。天明元年（1781年）7月8日、父氏記の死去により、27歳でその家督（蔵米50俵3人扶持）を継ぎ、小普請となった。
寛政4年（1792年）9月25日、初めて将軍徳川家斉に謁見した。
寛政11年（1799年）時点で年齢は45歳、役職は小普請（小笠原八番）。屋敷は青山権田原元御屋敷内。没年不詳。後に家督は嫡男の氏貞が継いだ。
天保3年（1832年）12月21日、川勝氏貞は小普請にて軽追放となり後に絶家となった（『藤岡屋日記』1-500頁、詳細不明。